# Mausoleo de Arshakid
El Mausoleo y Basílica de los Reyes Arshakíes (en armenio: Արշակունիների դամբարան; también Tumba de los Reyes Arshakíes o Tumba de Arshakuni) es un complejo de monumentos funerarios que se asienta a lo largo de un desfiladero con vistas al río Amberd, y está situado en el centro de la localidad de Aghtsk en la provincia de Aragatsotn de Armenia.  Es más conocido por el mausoleo que una vez contuvo los restos de reyes tanto cristianos como paganos de la dinastía Arshácida de Armenia.  Aproximadamente cien metros al norte del complejo de la basílica y la tumba hay un santuario que se encuentra junto a un camino que desciende hasta el desfiladero, donde hay muchas cuevas que datan de los siglos XVI-XVIII.  Algunas de las cuevas tienen puertas y se utilizaron durante estos periodos como refugio contra las invasiones.

## Historia
Según las Historias épicas escritas por el historiador del siglo V Pavstos Buzand (también conocido como Fausto de Bizancio), cuenta que el rey Shapur II el Grande del Persia tras haber reconquistado Armenia y ocupado Ani-Kamakh, descubrió allí los tesoros y tumbas de los reyes armenios Arshakuni.  Ordenó a sus tropas exhumar los restos reales y, al hacerlo, destruyó las tumbas ancestrales arshakuni que se encontraban en Ani-Kamakh.  Sin embargo, la tumba del rey Sanatruk escapó a este saqueo y destrucción debido a su enorme, impenetrable e ingeniosa estructura.  
El botín y los restos exhumados de los demás reyes se llevaron de camino a Persia con la creencia de que la tierra en la que se enterraran los huesos de los reyes ganaría su fama, fortuna y fuerza.  El rey Shapur II también quería reducir la moral de los armenios. El armenio Sparapet Vassak Mamikonian a mediados del siglo IV reunió a unos 60 000 soldados y derrotó a los persas en el distrito de Ayrarat, recuperando los tesoros y los huesos de los reyes armenios.  Llevó los restos reales a Dzorap (actual Aghtsk), donde pronto los volvió a enterrar en un mausoleo recién construido, separando a los reyes cristianos de los paganos.
A finales del siglo IV y principios del V se construyó una iglesia junto al lugar, y las tumbas de Dzorap siguieron utilizándose a principios del siglo V, hasta el final de la dinastía arsácida.  Según el historiador Moisés de Corene en su Historia de Armenia, después de terremotos e invasiones posteriores en Dzorap, se tomó la decisión de trasladar los restos reales una vez más a un lugar más seguro en Echmiadzin (también conocido como Vagharshapat) en Armenia.  
El siguiente pasaje describe el acontecimiento en un extracto de las Historias épicas escritas por Pavstos Buzand en el siglo V:

"... Vinieron y sitiaron la fortaleza segura de Angegh (que está en el distrito de Angeghtun), porque en [ese lugar] estaban los mausoleos de muchos de los reyes armenios arsácidas, y muchos tesoros habían sido almacenados y guardados allí desde [nuestros] antepasados, [g149] desde tiempos antiguos.  Así pues, [los persas] fueron y sitiaron esa fortaleza.  Pero cuando no pudieron tomarla debido a la seguridad del lugar, se marcharon.  Pasaron por delante de muchas fortalezas porque no pudieron luchar con las fortalezas. Sin embargo, la fortaleza segura de Ani, en el distrito de Daranaghi, cayó [156] en sus manos, porque el malhechor Meruzhan ideó una estratagema contra esta fortaleza segura.  [Los persas] escalaron, destruyeron las murallas e hicieron descender innumerables tesoros de la fortaleza.  Abrieron las tumbas de los primeros reyes de los armenios, de los valientes arsácidas, y se llevaron en cautividad los huesos de los reyes.  Sin embargo, sólo pudieron abrir la tumba del rey Sanatruk debido a su colosal y gigantesca construcción firme.  Así que abandonaron aquel lugar y siguieron en otra parte haciendo incursiones, avanzando por las zonas de Basen buscando llegar por detrás de las tropas del rey de Armenia.

Mientras todo esto ocurría, las malas noticias llegaron al rey Arshak.  Le dijeron: "He aquí que mientras estabas sentado en Atrpatakan esperando que saliera el enemigo, éste pasó por el lado, destruyó la tierra y ahora viene contra ti".  Al oír esto, el rey Arshak de Armenia y su general Vassak pasaron revista a sus tropas.  En aquel momento bajo la disposición del general Vassak había unos 60.000 hombres selectos y marciales que estaban unidos en la guerra con una sola mente y un solo corazón para ir a luchar por sus hijos y esposas, para dar sus vidas por la tierra y por los distritos de la tierra que habitaban, para luchar por su iglesia, por el juramento de adoración de sus benditas iglesias, por el juramento de fe en el [157] nombre de su Dios y por sus señores arsácidas nativos.  Pues mucha gente e incluso los huesos de los reyes muertos habían sido arrebatados de sus propios lugares y trasladados a tierra extranjera.

El Sparapet Vassak con 60.000 tropas avanzó, dando la vuelta, [g150] dejando al rey Arshak en un lugar seguro en algún lugar del país de Marac' con asistentes.  Entonces [Vassak] llegó él mismo y alcanzó el interior de Armenia, el distrito de Ayrarat.  Encontró a las tropas persas que habían acampado en masa en el distrito de Ayrarat, parecidas a la arena de la orilla del mar. Vasak y la brigada que le acompañaba cayeron sobre el ejército del rey persa de repente, de noche.  Y pasaron a cuchillo a todas las tropas persas.  Sólo el rey [Shapur II] pudo escapar por los pelos y huir.  Los [armenios] persiguieron a los supervivientes y los llevaron más allá de sus fronteras, y recuperaron de ellos mucho, innumerable botín, una cantidad inestimable.  Pasaron a todos [los persas] a cuchillo y recuperaron de ellos los huesos de sus reyes que los persas llevaban cautivos a la tierra de Persia.  Pues ellos, de acuerdo con su fe pagana dijeron: "Nos llevamos los huesos de los reyes armenios a nuestra tierra para que la gloria, la fortuna y la valentía de los reyes de esta tierra vengan a nuestra tierra con los huesos de los reyes".  Vassak recuperó todo [158] lo que había sido capturado de la tierra de Armenia. Los huesos de los reyes armenios que Vassak recuperó, los enterraron en la fortaleza de la aldea llamada Aghtsk, en el distrito de Ayrarat, que se encuentra en una de las estrechas grietas del gran montaña Aragats, [en un lugar] de difícil acceso..."

## Arquitectura

### Mausoleo
El mausoleo que había contenido los huesos de los reyes ashakíes se construyó a mediados del siglo IV. La cámara, de bóveda baja, es de planta semicruciforme, con osario rectangular. nicho rectangulares centrados en la estructura al norte y al sur, donde se habían colocado los restos reales.  Encima de cada nicho hay un arco abierto, y delante de la pequeña sala del extremo oriental de la tumba hay un ábside semicircular.  Sólo una pequeña cantidad de luz penetra en la tumba desde el exterior a través del único portal del extremo occidental.  Justo después de la puerta que da al exterior hay un pequeño porche con escalones de piedra que conducen al nivel del suelo. Alrededor del portal, en el dintel semicircular y en las columnas, aún puede verse débilmente una decoración exterior en bajorrelieve con escenas de caza.  La mayoría de las tallas se han borrado con el paso de los años.  En la época en que se construyó, la estructura tenía dos pisos (la cámara inferior se construyó bajo tierra), pero ahora sólo queda la cámara inferior.
Cada caja osario es de piedra y está decorada con bajorrelieves que representan dos escenas distintas.  En una (norte) se representa la historia bíblica de "Daniel en el foso de los leones" y un motivo de carneros, mientras que en la otra (sur) hay representaciones de un héroe mítico junto a imágenes astrológicas de pájaros, un ternero en medio de una vid, una cruz dentro de un círculo con dos pájaros posados encima y un cazador con dos perros abatiendo a un jabalí.  Según la leyenda, el osario que tenía el relieve bíblico albergaba los huesos de los reyes cristianos, mientras que el que tenía el relieve del héroe mítico albergaba los huesos de los reyes paganos.

### Basílica
Una basílica de finales del siglo IV o principios del V se encuentra junto al extremo norte del mausoleo.  Se construyó con una nave central con cuatro columnas que la separaban de las naves laterales.  Delante de la nave había un ábside semicircular con un estudio o "sala de oración" a un lado.  En la actualidad sólo quedan en pie los muros inferiores y algunas de las piedras más grandes, algunas de las cuales tienen relieves tallados en su superficie.  En el siglo XIX, la iglesia fue parcialmente reconstruida.

## Galería

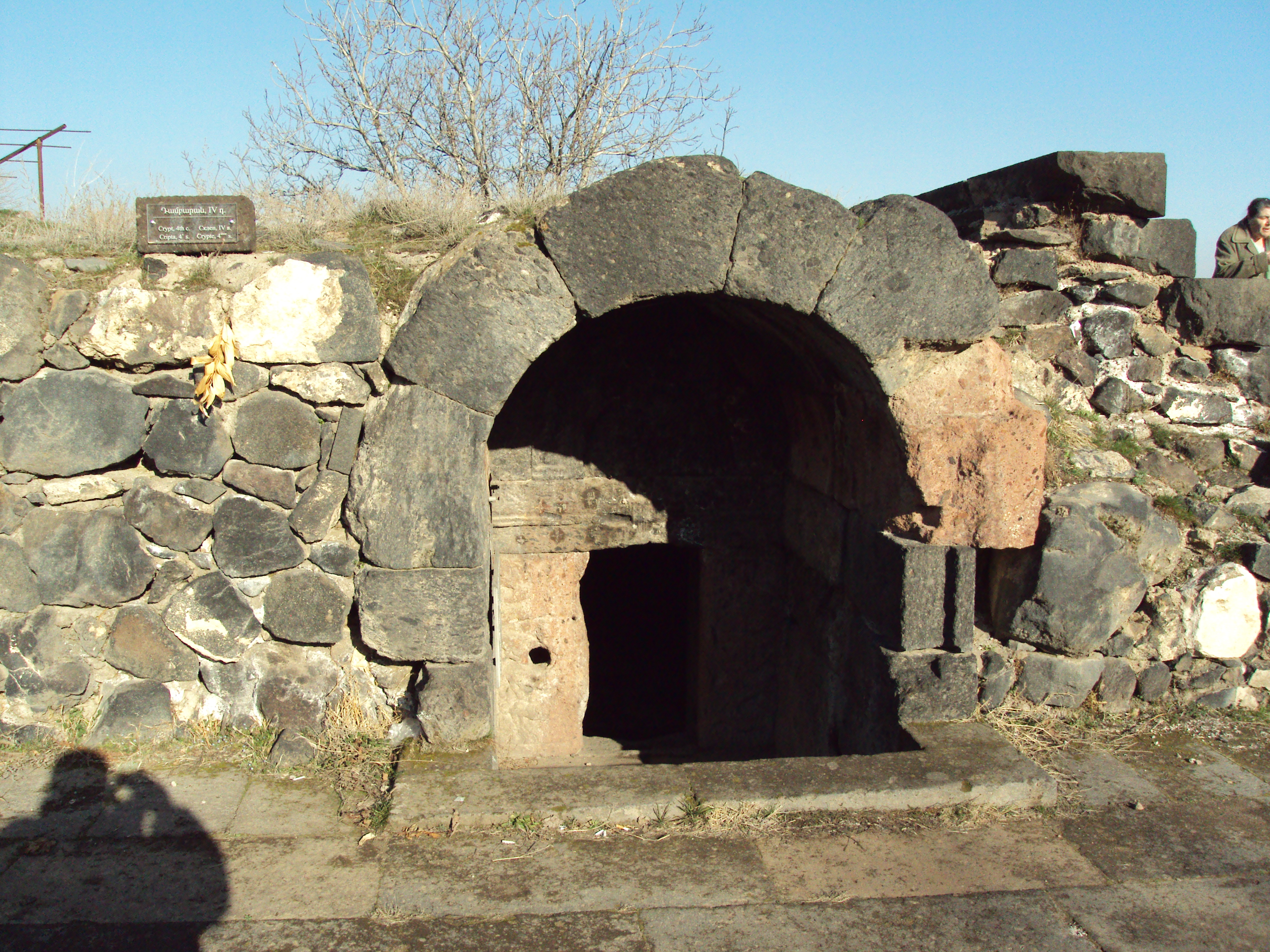
Entrada
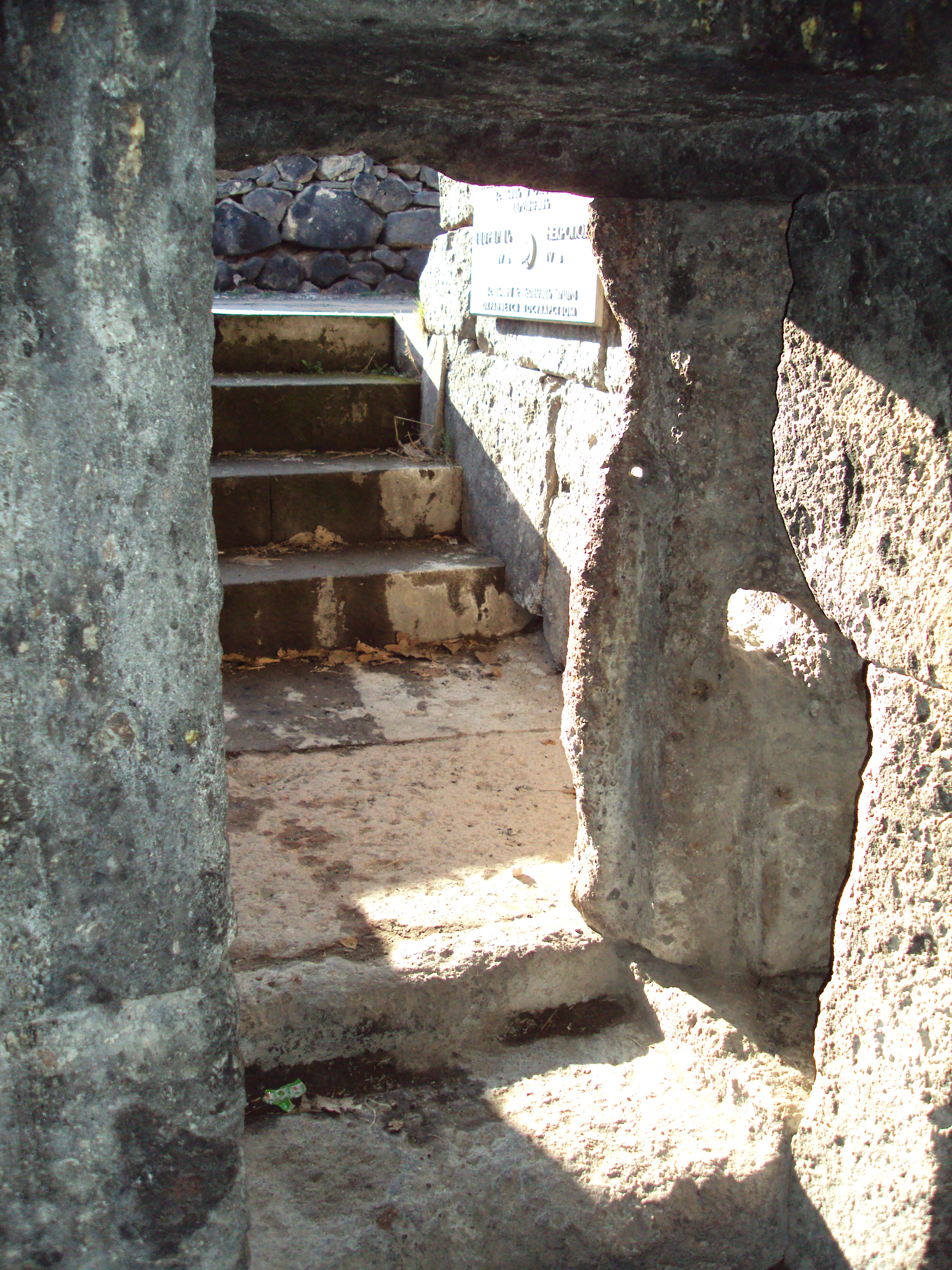
Escaleras de entrada
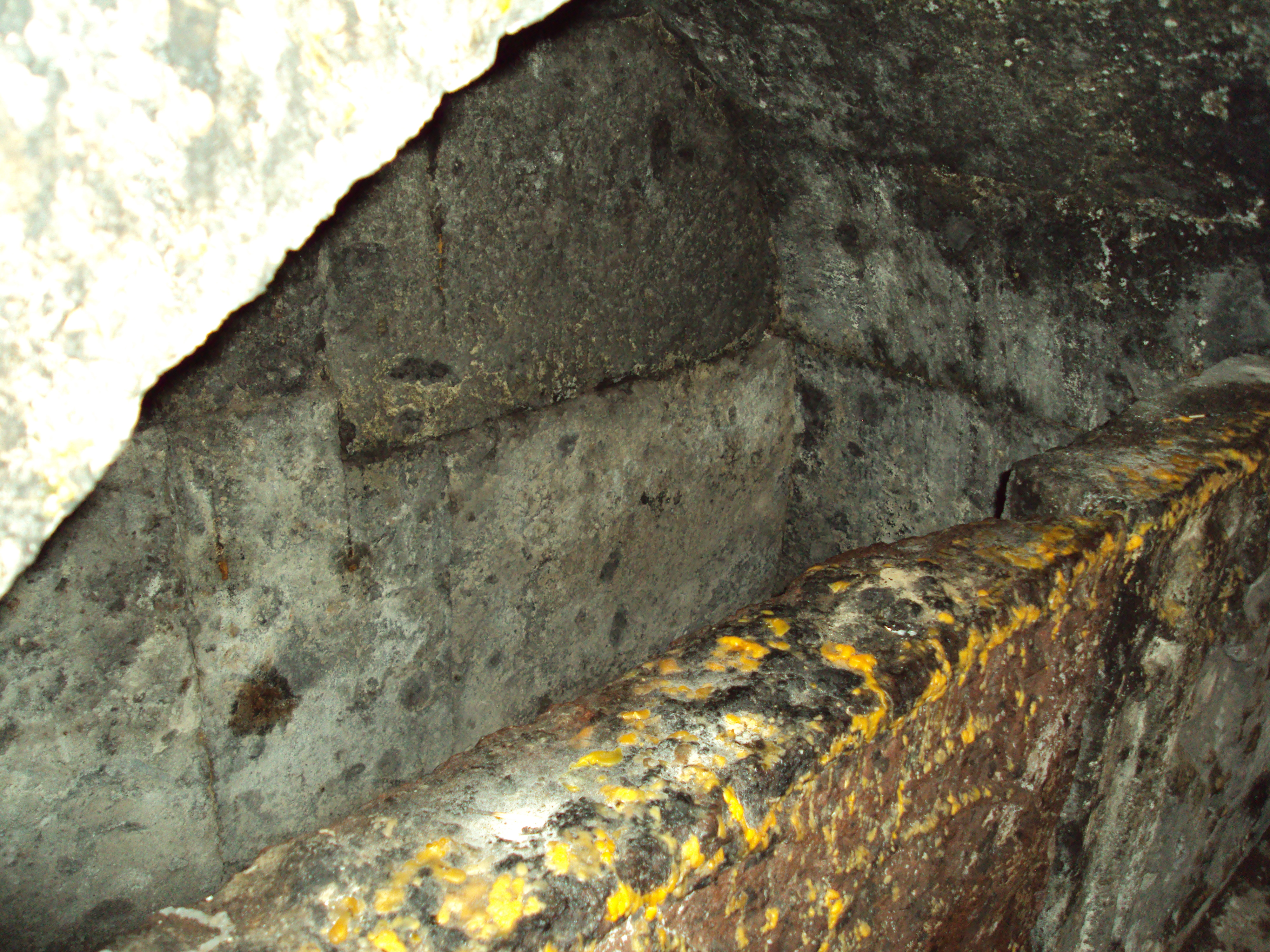
Tumba
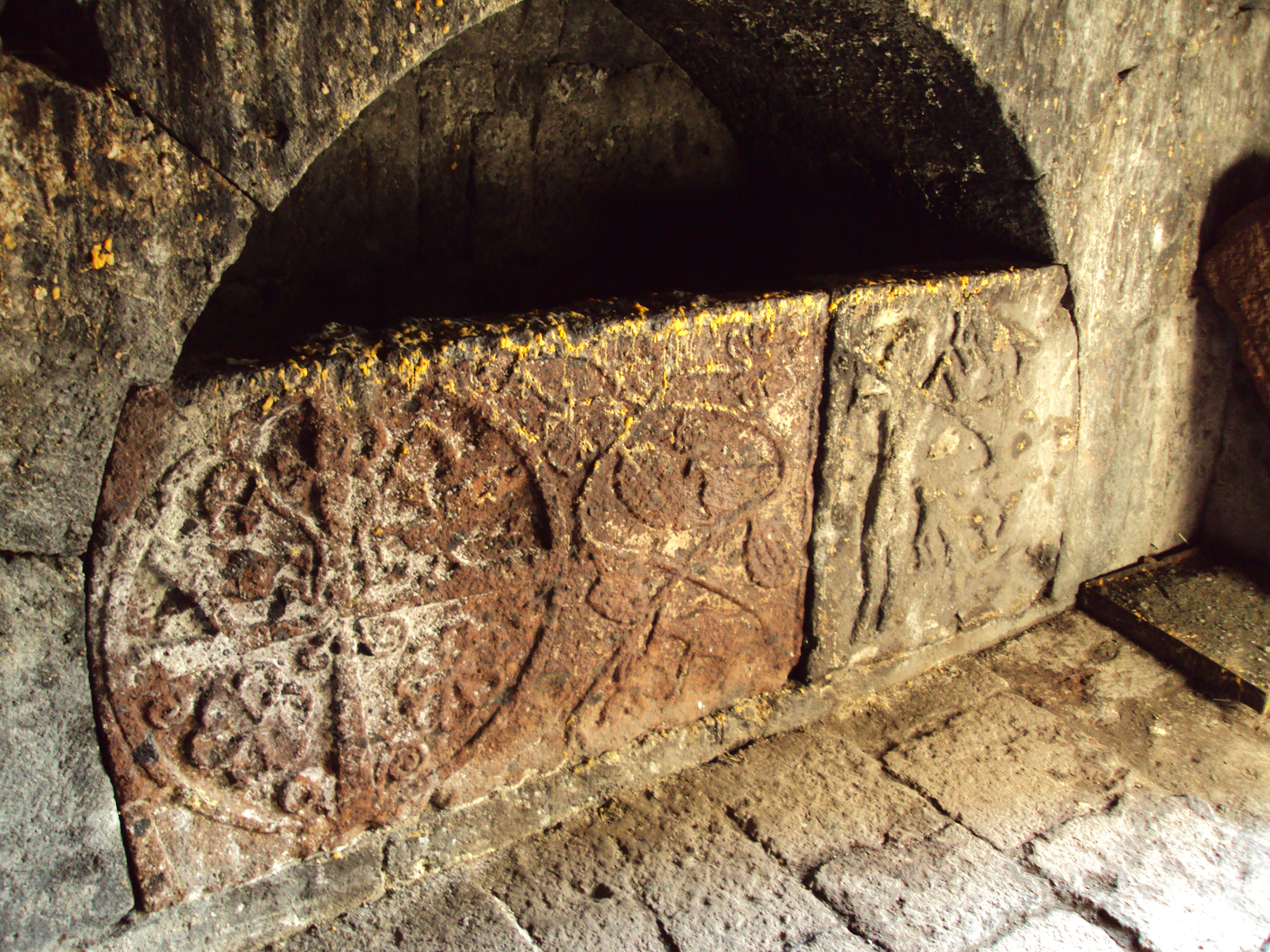
Detalle de la fachada de la tumba